# Moechotypa penangensis
Moechotypa penangensis là một loài bọ cánh cứng trong họ Cerambycidae.